# Blokowanie VPN
Blokowanie VPN – technika służąca do blokowania  szyfrowanego tunelu komunikacyjnego  wykorzystywanego przez Virtual Private Network (VPN). Narzędzie to może być używane w bezpieczeństwie teleinformatycznym, a także wykorzystywane do cenzurowania Internetu, uniemożliwiając korzystanie z VPN, poprzez omijanie zapór sieciowych.
Sieci VPN mogą być blokowane przy użyciu różnych technologii, w tym m.in. interfejsów API VPN Detection, Deep Packet Inspection, pomiarów opóźnień.
Od końca 2012 r. Projekt Złota Tarcza mógł „uczyć się, odkrywać i blokować” szyfrowane metody komunikacji wykorzystywane w wielu systemach VPN. China Unicom, jeden z największych operatorów komunikacyjnych w Chinach, według wielu abonentów blokuje połączenia w których wykryty został protokół VPN.
Według doniesień również rząd Iranu został oskarżony o używanie systemów blokowania VPN. Inne kraje, o których wiadomo, że wdrażają blokowanie VPN, to Syria, Turcja i Pakistan.